# Сочинский государственный университет
Со́чинский госуда́рственный университе́т (СГУ) — высшее учебное заведение города Сочи, Краснодарский край, Россия. Располагается в нескольких зданиях в Центральном районе города. В апреле 2017 года стал одним из региональных опорных университетов.

## История
Основан в 1989 году как учебно-научный центр по подготовке, повышению квалификации и переподготовке рабочих кадров и специалистов в области курортного дела и туризма.
В 1992 году преобразован в Сочинский государственный институт курортного дела и туризма. В 1997 году стал Сочинским государственным университетом туризма и курортного дела, а в 2011 году стал Сочинским государственным университетом.
В период с 1998 по 2001 год в составе университета функционировал институт реабилитологии, в состав которого входил медицинский факультет. В 2001 году медицинский факультет был расформирован, студенты переведены на соответствующие курсы медицинских вузов Южного федерального округа (Кубанская государственная медицинская академия, Ростовский государственный медицинский университет, Волгоградский государственный медицинский университет, Астраханская государственная медицинская академия).
В 2010 году создан Попечительский совет университета под председательством В. И. Гасумянова. В 2010 году вуз признан дипломантом всероссийского конкурса системы качества, подготовки выпускников образовательных учреждений профессионального образования.
В 2011 году на базе СГУ создан ресурсный центр волонтёрства Forward, принимавший активное участие в подготовке кадров для XXII Зимних Олимпийских игр в Сочи. В 2015 Центр вошел в число 15 волонтерских центров в России, получивших право подготовки добровольцев для Чемпионата мира по футболу FIFA 2018. Всего для Чемпионата мира Центр подготовил около 1350 волонтеров.
С 2015 года университет обеспечивает деятельность федерального учебно-методического объединения (ФУМО) в системе высшего образования по УГНС 43.00.00 «Сервис и туризм» (приказ Министерства образовании и науки Российской Федерации от 08.09.2015 № 987).
В 2017 году на базе СГУ создано региональное отделение Российского профессорского собрания под председательством ректора СГУ Галины Максимовны Романовой.
В 2017 году вошел в программу опорных вузов России.
В 2017—2018 годах на базе СГУ создана первая на Юге России региональная образовательная площадка для подготовки специалистов среднего звена и бакалавров, обладающих компетенциями WorldSkills Russia. Созданы Центр ранней профориентации по «сервисным» компетенциям по стандартам WorldSkills Russia и Специализированный региональный Центр компетенций (СЦК) по компетенции 34 «Поварское дело» (аттестат № 67-18/1801 от 04.06.2018).
С 2018 года реализуется программа элитного бакалавриата по гостиничному делу совместно с французской бизнес-школой Vatel c выдачей двойных дипломов.
На 2018 год в структуре университета 5 факультетов (туризма и сервиса, экономики и процессов управления, инженерно-экологический, социально-педагогический, юридический), Университетский экономико-технологический колледж. Функционируют 22 кафедры, в том числе 2 базовые кафедры, 19 учебных и научных лабораторий, юридическая клиника, учебно-тренинговые центры для студентов, обучающихся гостиничному и ресторанному делу — «Солнечный ветер» и «Атолл», Центр русского языка и др. Общая численность обучающихся по программам высшего и среднего профессионального образования по всем формам обучения (с учетом филиала в Анапе) около 7000 человек, из них по программам бакалавриата обучается 4000 человек, по программам магистратуры — 711 человек, специалитета — 27 человек, аспирантуры — 97 человек, по специальностям СПО — 1992 человека. Обучение осуществляется по 26 направлениям бакалавриата, 2 — специалитета, 19 — магистратуры, 17 — аспирантуры и по 14 специальностям СПО.

## Структура
В состав Сочинского государственного университета входит 4 факультета:
- Факультет туризма и сервиса (ФТС);
- Факультет экономики и права (ФЭиП);
- Социально-педагогический факультет (СПФ);
- Факультет инновационных, инженерных и цифровых технологий (ФИИЦТ).

Кроме того, с 2010 функционирует Университетский экономико-технологический колледж СГУ, где готовят специалистов среднего звена по 14 специальностям.

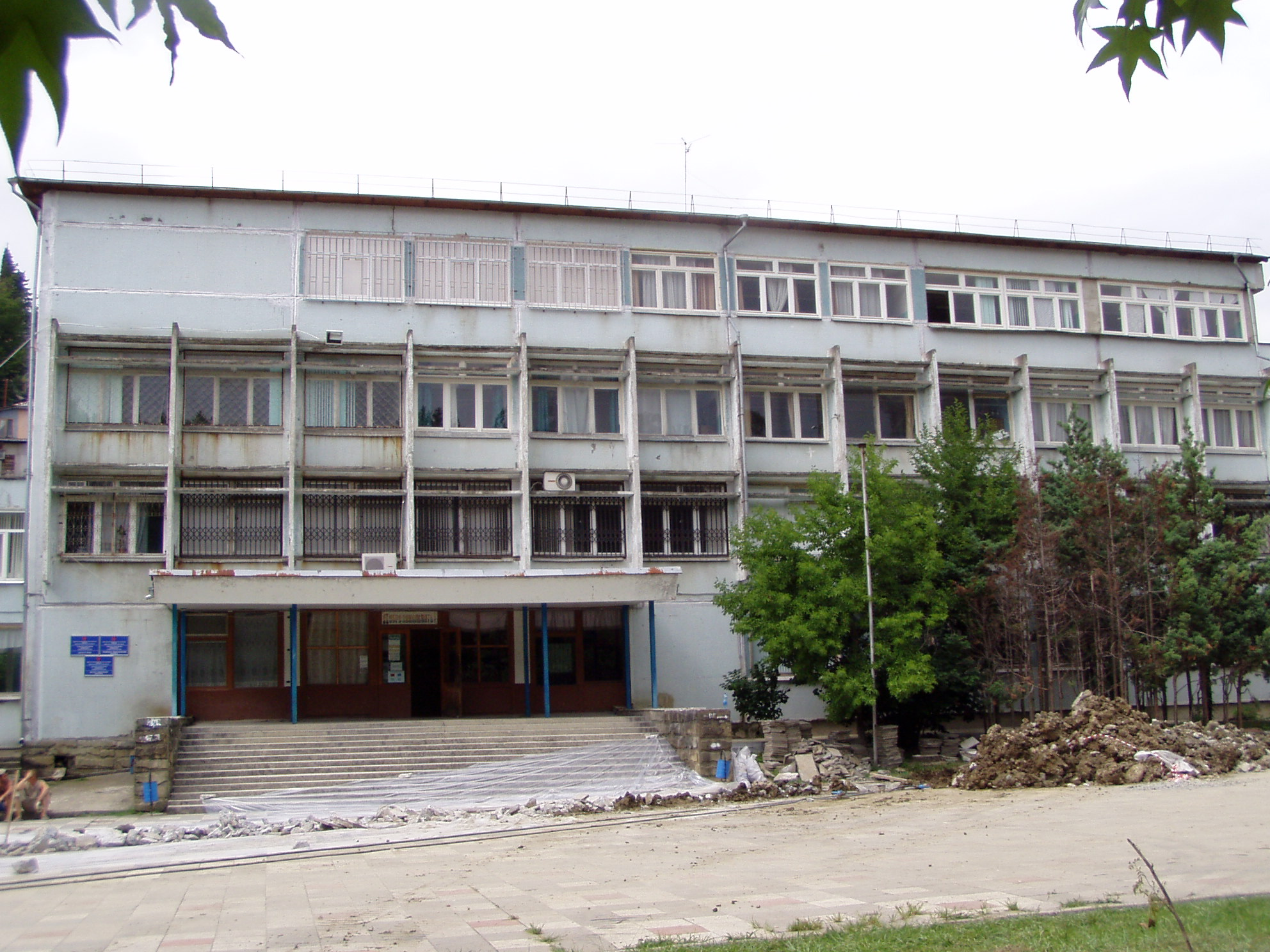
СГУ. Социально-педагогический факультет

## Здания университета
Первое здание, переданное университету (ул. Политехническая, 7), было построено для городской школы № 10, с 1966 там располагался учебный пункт Краснодарского политехнического института, с 1971 — филиал КПИ, пока в 1989 его не передали в качестве основного здания для созданного в этом году Сочинского института курортного дела и туризма. Главным корпусом стало переданное высшему учебному заведению здание бывшего Городского комитета КПСС (ул. Советская, 26-а), построенное в 1969. 1 апреля 1997 к институту, который обрёл статус университета и наименование Сочинский государственный университет туризма и курортного дела, присоединён филиал РГПУ им. А. И. Герцена (основан в 1991), располагавшийся в другом здании (ул. Макаренко, 8-а). В этом здании с 1982 года располагалось педагогическое училище. Новое подразделение вошло в состав университета на правах Педагогического института и внутренней автономии. В 2002 году университету передано новое здание по ул. Пластунская, 94-а. В 2019 году главное здание на ул. Советской было отдано Третьему апелляционному суду общей юрисдикции. Главным зданием стал корпус на улице Пластунской.

## Ректоры
- Яковенко, Григорий Васильевич (1992—2005)
- Татаринов, Андрей Анатольевич (2006—2008)
- Романова, Галина Максимовна (2009—2021)
- Гайдамашко, Игорь Вячеславович (и. о. c 2021 по 2024)
- Фролова, Наталья Владимировна (и.о. с 2024 по н.в.)[5]

## Периодика
- Былые годы
- Сочинский университет

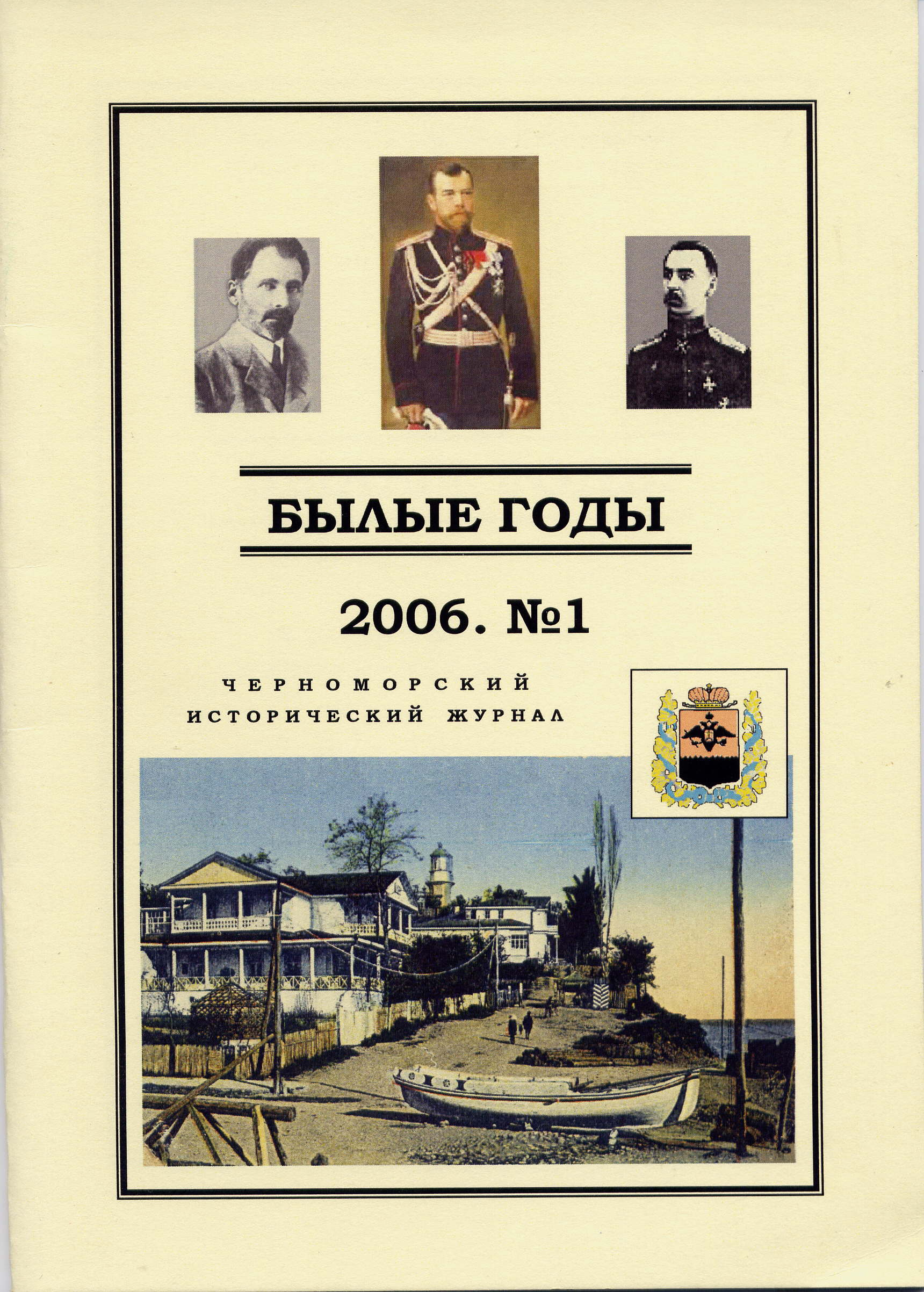
Обложка журнала «Былые годы» СГУ

- Вестник Сочинского государственного университета туризма и курортного дела (журнал)
- Лингвориторическая парадигма: теоретические и прикладные аспекты

## Филиалы в городах
- Анапа

## Известные выпускники
- Воевода, Алексей Иванович — призёр Олимпийских игр по бобслею, трёхкратный чемпион мира по армрестлингу.
- Галустян, Михаил Сергеевич — российский комедийный актёр.
- Столяров, Андрей Юрьевич — российский теннисист.
- Магомедов, Хаджимурад Сайгидмагомедович — Олимпийский чемпион и чемпион мира по борьбе вольным стилем.
- Дёмин, Евгений — основатель и генеральный директор компании SPLAT.
- Полищук, Дмитрий Игоревич — российский яхтсмен-виндсёрфер, участник летних Олимпийских игр 2012 года в соревнованиях в классе RS:X, двукратный чемпион России.
- Карибидис, Демис — артист Comedy Club.
- Ермилова Светлана Анатольевна — депутат Городского Собрания Сочи I созыва; Генеральный директор гранд-отеля «Жемчужина».